# Wilf apprendista maghetto
Wilf apprendista Maghetto (Wilf The Witch's Dog) è una serie animata prodotta dalla Red Kite Animation, Skryptonite Ltd, RTV, Cinecartoon, Jade Animation e Ravensburger, tratta dai libri di Frank Rodgers, uno degli scrittori ed illustratori di libri per bambini più popolare in Inghilterra.

## Trama
La serie parla delle avventure quotidiane di Wilf, un cane che aspira a diventare un mago sotto la guida della strega Weenie. Insieme ai suoi amici e compagni di scuola di magia imparerà ad usare incantesimi e trucchi per risolvere sia i piccoli che i grandi problemi causati dal gatto Sly e dal rospo Tricky, ma anche da altri maghi meno amichevoli.

## Personaggi

### Personaggi principali
- Wilf: un cane che desidera diventare un grande mago. Viene adottato dalla strega Weenie, diventandone il suo apprendista. Sempre gentile verso gli altri, non si fa problemi ad aiutare chiunque sia in difficoltà grazie agli incantesimi, non sempre perfettamente funzionanti ed alla sua astuzia (Voce: Corrado Conforti).
- Weenie: una strega buona e molto cordiale. A differenza dei suoi colleghi, che hanno come apprendisti gatti, topi e rospi, lei decide di adottare il cagnolino Wilf. Lei è anche insegnante presso la scuola di magia dove Wilf ed i suoi amici studiano per diventare un giorno dei maghi (Voce: Sabrina Duranti).

### Altri personaggi
- Sly: un gatto che studia magia insieme a Wilf. Non vede di buon occhio quest'ultimo sia in quanto cane sia perché lo vede come il cocco della maestra. Proprio per questo cerca sempre di fargli qualche dispetto ricorrendo a vari trucchi magici i quali spesso gli si ritorcono contro. È l'apprendista della strega Agnes (Voce: Fabrizio Vidale).
- Tricky: un rospo amico di Sly ed apprendista della strega Barb. È sempre pronto ad aiutare il gatto quando c'è da giocare un brutto tiro a Wilf. Non è particolarmente sveglio e lascia che sia sempre Sly ad ideare il prossimo piano per mettere in cattiva luce il cagnolino (Voce: Oreste Baldini).
- Fizzle: una topolina che gestisce insieme alla sua padrona Grantooth il negozio di erbe magiche (Voce: Ilaria Latini).
- Baty: un pipistrello amico di Wilf dall'aria sempre assonnata. Il più delle volte lo si vede a testa in giù, anche quando cavalca la sua scopa volante (Voce: Luigi Ferraro).
- Rob: un vero e proprio topo di biblioteca. Studia anche lui presso la scuola di magia ed eccelle in tutti gli incantesimi (Voce: Stefano Onofri).
- Samantha: un ragno rosso e giallo. È l'apprendista della signora Siffworth e la aiuta a gestire il suo negozio di libri magici.
- Signor Waffle: un mago che lavora in un negozio di articoli magici. È sempre disponibile a dare una mano a Wilf ed ai suoi amici quando causano qualche pasticcio. Ha inoltre una cotta, mal celata, per Weenie (Voce: Oliviero Dinelli).
- Agnes: una strega molto pigra e padrona del gatto Sly. Esce malvolentieri e preferisce restare a casa a guardare i suoi programmi preferiti alla TV.
- Barb: strega amica di Barb. Il suo apprendista è il rospo Tricky.
- Signora Wall: una strega amica di Weenie e, come lei, maestra presso la scuola di magia.
- Signora Grantooth: la padrona del negozio di erbe magiche. Fizzle è la sua apprendista.
- Signora Siffworth: padroncina del ragno Samantha e gestore del negozio di libri magici.
- Stricky: un cane amico di Wilf. A differenza degli altri animali, lui non è un apprendista e sebbene faccia parte della vecchia compagnia di amici di Wilf prima che questi iniziasse a studiare magia, è rimasto in contatto con il suo vecchio amico e non si tira indietro quando c'è da risolvere qualche guaio. Del gruppo è il più impulsivo (Voce: Massimiliano Alto).
- Bertie: proprio come Stricky, anche lui fa parte del vecchio gruppo di amici di Wilf e non è apprendista mago.
- Harry: altro amico della vecchia compagnia di Wilf.
- Uscio: la porta della casa di Weenie. Potrebbe dormire anche tutto il giorno se non fosse per l'esuberanza di Wilf e dei suoi amici (Voce: Giorgio Locuratolo).

### Personaggi minori
- Mostro di gelatina: come suggerisce il nome, è un'enorme creatura fatta interamente di gelatina. Viene creato da Sly e Tricky per fare un dispetto a Wilf. È molto goloso di crema (Voce: Roberto Draghetti).
- Corto e Lungo: due maghi ex compagni di classe del signor Waffle. Sempre invidiosi di quest'ultimo per la sua diligenza a scuola di magia, cercheranno di vendicarsi di lui, rifilandogli oggetti magici difettosi (Voci: Roberto Del Giudice e Franco Mannella).